# Orimarga sanctaeritae
Orimarga sanctaeritae är en tvåvingeart som beskrevs av Alexander 1946. Orimarga sanctaeritae ingår i släktet Orimarga och familjen småharkrankar. Inga underarter finns listade i Catalogue of Life.